# Nachlesebergbau
Als Nachlesebergbau bezeichnet man die Gewinnung von Lagerstättenteilen, die während des vorherigen Betriebes aus wirtschaftlichen, sicherheitlichen, bergtechnischen oder bergrechtlichen Gründen nicht gewonnen worden waren. Weiter wird auch die nachträgliche Gewinnung von nutzbaren Mineralien aus dem Haldenmaterial als Nachlesebergbau bezeichnet.

## Grundlage für einen Nachlesebergbau
Damit in einem Bergwerk Nachlesebergbau betrieben werden kann, müssen noch verwertbare und gewinnbare Vorräte der Lagerstätte vorhanden sein. Dies ist dann der Fall, wenn aus sicherheitlichen oder bergrechtlichen Gründen Lagerstättenteile als Sicherheitspfeiler stehen bleiben müssen. Bei einigen Abbauverfahren bleiben Restpfeiler stehen, die aus bergtechnischen Gründen stehengelassen werden müssen und dann zu den Abbauverlusten zählen. Aufgrund unzureichender Aufbereitungsanlagen können bzw. konnten nicht alle Mineralien voneinander getrennt werden. Es entstanden bei der Gewinnung Gemenge aus taubem Gestein, Asche, Holzkohle und feinkörnigem Erz, das in dieser Form nicht von den Verhüttungsbetrieben abgenommen wurde. Auch wurden Mineralien, die mit anderen wertvolleren Mineralien in einer Lagerstätte vorkamen, aufgrund von geringen Erlösen nicht abgebaut. Mineralien, die schlecht aufzubereiten waren, wurden entweder als Versatz in den Alten Mann verbracht oder auf Halde gekippt. Teilweise enthielt dieses Material bis zu 30 Prozent Mineralbestandteile.

## Gründe
Die Gründe für den Nachlesebergbau sind sehr vielfältig. Zum einen wird aus volkswirtschaftlichen Gründen Nachlesebergbau betrieben. So wurde während der Weltwirtschaftskrise auf einigen Bergwerken aus Kostengründen Nachlesebergbau betrieben. Während des Zweiten Weltkriegs betrieb man aus Mangel an bestimmten Rohstoffen Nachlesebergbau. Auch aus betriebswirtschaftlichen Gründen kann Nachlesebergbau lukrativ sein. So werden Lagerstättenreste im Nachlesebergbau gewonnen, um den Zeitraum bis zum Abbau eines neuen Lagerstättenteils zu überbrücken. Teilweise ist der Nachlesebergbau so kostengünstig und die benötigten Mengen des gewonnenen Minerals so gering, dass ein normaler Bergbau nicht erforderlich bzw. lohnend ist.

## Durchführung
Der Nachlesebergbau wird entweder auf einem bereits bestehenden Bergwerk betrieben, oder es werden mittels Kleinzechen auf noch vorhandenen Restpfeilern Abbau betrieben oder anderweitig vorhandene Restmineralien abgebaut. Allerdings stehen die Pfeiler oftmals unter starkem Druck und ihr Abbau ist bergtechnisch schwierig. Als Abbauverfahren wird oftmals der Kammerbau angewendet. Hierbei werden die Pfeiler, die sich zwischen den abgebauten Kammern befinden, scheibenförmig abgebaut. Man bezeichnet dieses Verfahren als Mittelkammerbau. Gelegentlich werden die Pfeiler auch im Querbau abgebaut. Die verbleibenden Hohlräume müssen gut ausgebaut werden. Als Ausbau werden Holz- oder Bergekästen eingebaut. Wenn es machbar und gewinnbringend ist, wird auch das Versatzmaterial, das sich im Alten Mann befindet, hereingewonnen und erneut aufbereitet. Staubförmige, mineralienhaltige Gemenge, die sich im Alten Mann befinden, werden wieder aus diesem Grubenbau herausgeholt und aufbereitet. Aber auch auf Halde verkippte Bergematerialien werden im Nachlesebergbau teilweise noch einmal aufbereitet. Mit modernen Aufbereitungsanlagen ist es möglich, alle diese Materialien wirtschaftlich aufzubereiten und die darin befindlichen Mineralien zum großen Teil herauszuholen.